# Église Saint-Étienne d'Anla
L'église Saint-Étienne d'Anla est une église catholique située à Anla, dans le département français des Hautes-Pyrénées en France.

## Présentation
La pietà originale du XVIe siècle qui ornait l'ancienne chapelle de Notre-Dame-de-Lers se trouve dans la chapelle de la Vierge Marie.
En 2019, le plafond a été remplacé, les statues, les peintures décoratives et le tableau du Christ en croix ont été restaurés par la commune.

## Description

### Intérieur

#### Lechœur
Le maître-autel est en marbre en rose, placé dessus, un tabernacle à ailes en bois doré avec au centre des anges, sur les panneaux latéraux sont placés deux médaillons représentant les portraits de Marie et saint Jean l'Évangéliste, au-dessus du tabernacle, un ostensoir surmonté d'un ange tenant une couronne.
Sur les ailes gauche et droite du tabernacle sont représentés les objets (relié par une corde) utilisés lors de la passion de Jésus-Christ.
Le tabernacle est en accord avec le tableau de la crucifixion de Jésus, les médaillons symbolisent Marie et saint Jean l'Évangéliste au pied de la croix.
Le tableau date de 1824, il a été peint par Jean-Hubert Tahan (1777-1843), élève de Jacques-Louis David,, la partie basse du tableau était en mauvais état, il a été restauré en 2019 par Romain-Stanislas Prymerski.
Les peintures décoratives ont aussi été restaurées en 2019.
Au-dessus du tableau, le monogramme trilitère du nom grec de Jésus IHS.
À gauche, une statue dorée de la Vierge à l'Enfant de Notre-Dame de Lers.
À droite, une statue de saint Étienne.

#### Chapelle de la Vierge Marie
Au-dessus de l'autel, un tableau représentant le mont Golgotha avec une croix dorée, au centre de la croix la couronne d'épines et les trois clous.
À gauche du tableau, une ancienne statue de saint Bertrand, à droite, les statues de saint Joseph et de sainte Thérèse de Lisieux.
Sur la gauche, la pietà originale du XVIe siècle qui ornait l'ancienne chapelle de Notre-Dame-de-Lers.
Le vitrail représente Notre-Dame de Lourdes.
Au-dessus du tableau le monogramme Marial composé des lettres A et M entrelacées, initiales de l’Ave Maria.

## Galerie

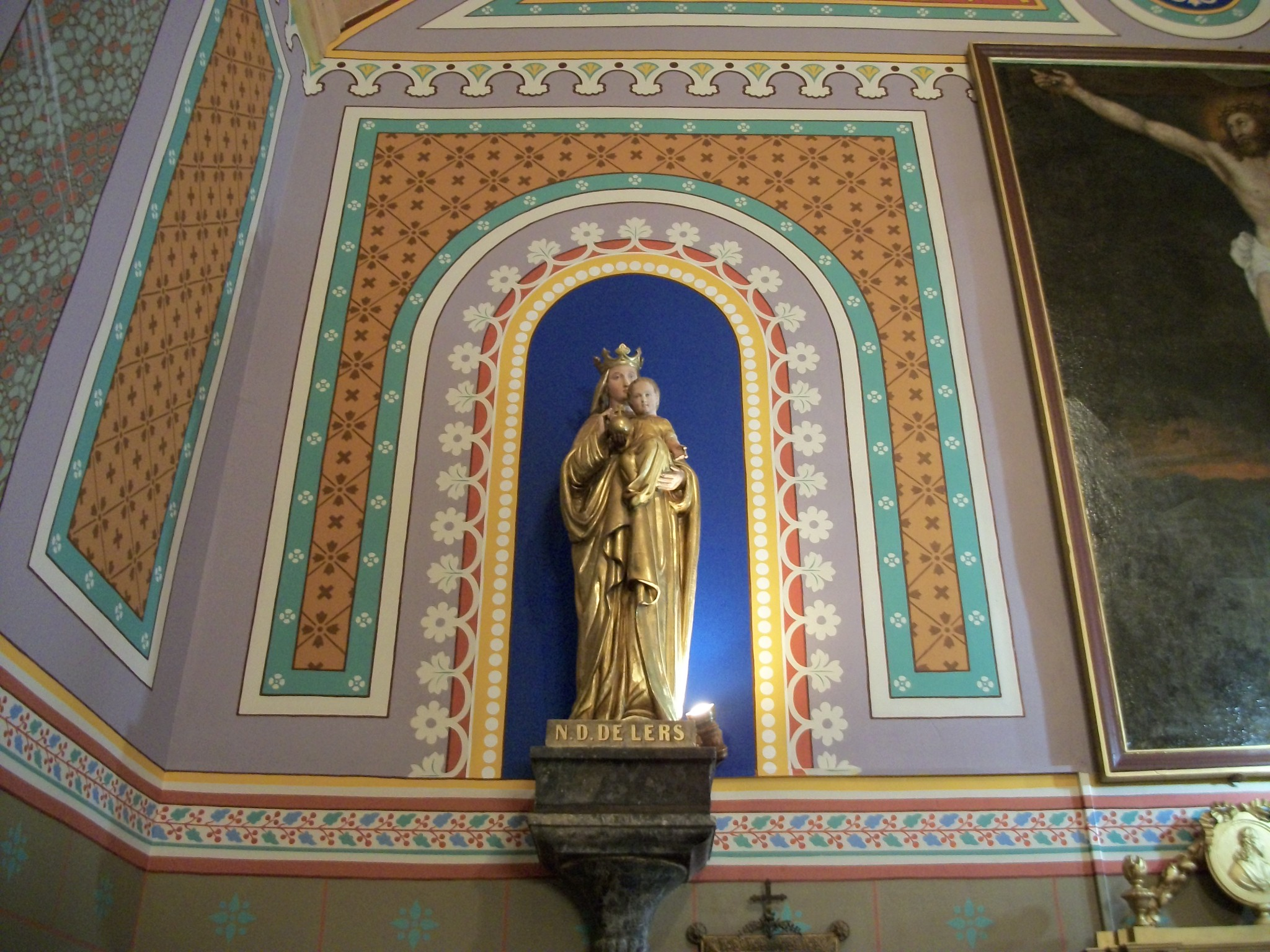
Statue de la Vierge à l'Enfant de Notre-Dame-de-Lers.
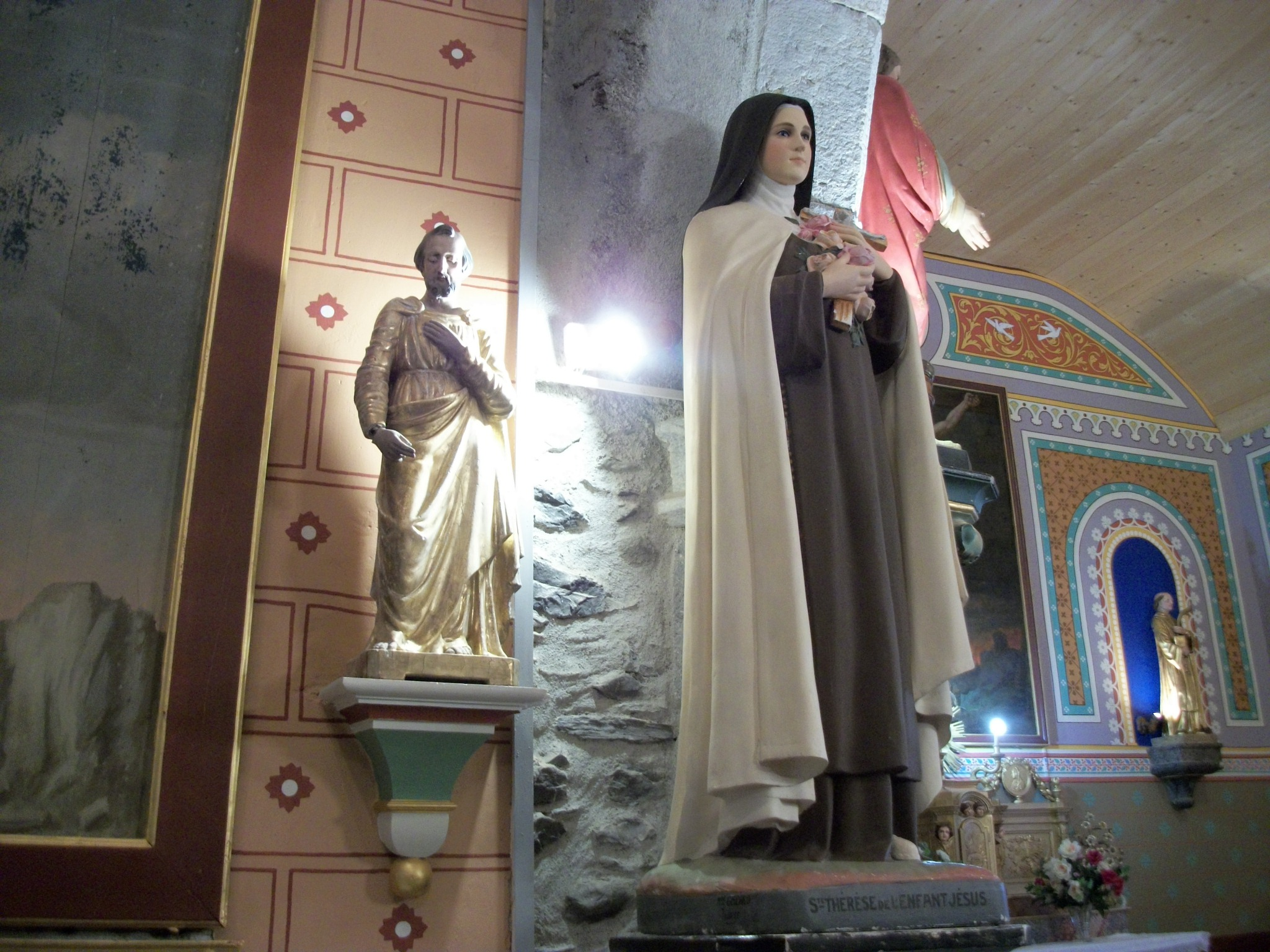
Statues de saint Joseph et de sainte Thérèse de Lisieux.